# Fontaine-Raoul
Fontaine-Raoul è un comune francese di 239 abitanti situato nel dipartimento del Loir-et-Cher nella regione del Centro-Valle della Loira.

## Società

### Evoluzione demografica
Abitanti censiti